# أناتولي تروبين
أناتولي تروبين (مواليد 1 أغسطس 2001) هو لاعب كرة قدم أوكراني يلعب في مركز حارس المرمى في نادي بنفيكا.

## وصلات خارجية
- أناتولي تروبين على موقع الاتحاد الدولي (مؤرشف)  (الإنجليزية)
- أناتولي تروبين على موقع الاتحاد الأوربي (الإنجليزية)
- أناتولي تروبين على موقع اتحاد أوكرانيا (الإنجليزية)
- أناتولي تروبين على موقع قاعدة بيانات كرة القدم.إي يو (الإنجليزية)
- أناتولي تروبين على موقع ليكيب (الفرنسية)
- أناتولي تروبين على موقع ناشيونال فوتبول تيمز (الإنجليزية)
- أناتولي تروبين على موقع Soccerway.com (الإنجليزية)
- أناتولي تروبين على موقع عالم كرة القدم.نت (الإنجليزية)
- أناتولي تروبين على موقع AS.com (الإسبانية)